# Orsós Jakab
Orsós Jakab (névváltozatok: Fafaragó, Orsós Jakab) (Nagykanizsa, 1920. − Gellénháza, 2002. május 19.) beás cigány családból származó fafaragó művész, szobrász.

## Életpályája
Felnőtt fejjel folytatott tanulmányokat, két gimnáziumi osztályt végzett. 43 évig olajipari technikusként dolgozott, közben ébren tartotta a cigány fafaragó hagyományt, amelyet családjától örökölt, ősei mind fával dolgoztak, teknőket és egyéb használati tárgyakat készítettek. Orsós Jakab is már gyermekkorában is próbálgatta a fafaragást. A cigányok ősi mesterségei többnyire kihaltak, helyettesítették a modern ipar termékei. Orsós Jakab viszont megtalálta a fában a művészet anyagát, rengeteg szép faszobrot készített, országosan is ismert népművész vált belőle, szobrai számos kiállításon szerepeltek.
Orsós Jakab másik szenvedélye az írás volt, novelláit rendszeresen publikálta szépirodalmi lapokban és antológiákban. (Egerszegi füzetek '83 : Válogatás a Zalaegerszegi Írókör munkáiból. Zalaegerszeg, 1983.) Kiadója lett az 1995-ben indult Pannon Tükör című lapnak és elnöke a Zalai Írók Egyesületének. Két novelláskötete jelent meg, novelláiban a beás cigányok életét mutatta be és az iparosodás okozta átalakulás gondjait, nehézségeit.
A 2009-es Cigány festészet című reprezentatív albumban megjelentették szakmai életrajzát és két faszobrának fényképét.
Fia Orsós László Jakab az Egyesült Államokban él, kulturális menedzser.

## A Cigány festészet című albumba beválogatott szobrai
- Anna (cseresznyefa, 13x35 cm, 1989)
- Özvegy (fa, 12x37 cm, 1989)[2]

## Kötetei
- Aki hallja, aki nem hallja : novellák / Orsós Jakab [kiad. a Zala Megyei Könyvtár] ; Nádas Péter előszavával. Zalaegerszeg, 1987. 95 p. ill.
- Gyökerezés : novellák / Orsós Jakab ; [kiad. a Deák Ferenc Megyei Könyvtár ...] Zalaegerszeg, 1992. 147 p.

## Közreműködése
- Menet közben : életúton alkotó cigányokkal / Kárpáthy Gyula ; [szerk., a publikációkat összegyűjt. és vál. Kovács Klára; a bevezetőt írta Orsós Jakab]. Budapest : SMdigital, 1997. 261 p.